# Xanthodaphne agonia
Xanthodaphne agonia é uma espécie de gastrópode do gênero Xanthodaphne, pertencente a família Raphitomidae.